# Sialanguan
Sialanguan is een bestuurslaag in het regentschap Samosir van de provincie Noord-Sumatra, Indonesië. Sialanguan telt 248 inwoners (volkstelling 2010).